# Elecciones parlamentarias de Noruega de 2025
El 8 de septiembre de 2025 se celebrarán en Noruega elecciones parlamentarias para elegir a los 169 miembros del Storting para el período parlamentario 2025-2029.

## Antecedentes
En las elecciones, el Partido Laborista (Ap), liderado por Jonas Gahr Støre, obtuvo la mayor cantidad de escaños (48 de 169) y formó una coalición con el Partido del Centro (Sp) y el Partido de Izquierda Socialista (SV). Sin embargo, las negociaciones iniciales con SV no llegaron a un acuerdo, lo que llevó a la formación de un gobierno minoritario de coalición solo entre el Partido Laborista y el Partido del Centro.
El gobierno anterior, encabezado por la conservadora Erna Solberg del Partido Conservador (H), perdió el poder tras ocho años de gobierno. Su coalición con el Partido Liberal (V), el Partido Demócrata Cristiano (KrF) y el apoyo externo del Partido del Progreso (FrP) no logró asegurar la mayoría necesaria para continuar gobernando.
La opción inicial era una coalición tripartita con Ap, Sp y SV, similar a la que gobernó entre 2005 y 2013. Pero las diferencias entre el Partido del Centro y la Izquierda Socialista sobre temas como impuestos y políticas climáticas llevaron a que SV abandonara las conversaciones el 29 de septiembre de 2021. Finalmente, el 8 de octubre de 2021, el Partido Laborista y el Partido del Centro llegaron a un acuerdo para formar un gobierno minoritario sin SV.
En enero de 2025, el Sp se retiró de la coalición gobernante debido a discrepancias con el Ap en torno a la política energética relacionada con la Unión Europea. Esta ruptura resultó en la formación del primer gobierno unipartidista en 25 años, liderado por el primer ministro Jonas Gahr Støre. Tras la salida del Sp, ocho ministros de este partido fueron reemplazados, incluyendo a su líder y ministro de Finanzas, Trygve Slagsvold Vedum, quien fue sucedido por el ex primer ministro Jens Stoltenberg.

### Elecciones municipales de 2023
Las elecciones municipales de Noruega de 2023, celebradas el 11 de septiembre, fue la primera vez en una siglo que el Partido Laborista perdía la primera plaza en favor del Partido Conservador. Este resultado se analizo por el desgaste del Laborismo en frente del gobierno, ya que su socio de coalición fue el partido que más escaños y votos perdió de todos.
El Partido Conservador obtuvo el 25,88% de los votos, lo que se tradujo en 1717 escaños, 229 más que en las elecciones anteriores. Este resultado le permitió ganar las elecciones. Esta victoria representó la primera derrota del Partido Laborista en elecciones municipales en un siglo.
El Partido Laborista, que aunque fue la fuerza política dominante durante casi un siglo, sufrió una significativa pérdida de apoyo, obteniendo el 21,65% de los votos y 2.023 escaños, 560 menos que en las elecciones anteriores.
El Partido del Progreso experimentó un crecimiento notable, logrando el 11,39% de los votos y aumentando su representación a 948 escaños, 247 más que en las elecciones anteriores. Este incremento consolidó su posición tercera fuerza del país en detrimento del Partido de Centro.
El Partido del Centro sufrió una caída significativa en su apoyo, obteniendo el 8,16% de los votos y 1.274 escaños, lo que representó una pérdida de 991 escaños en comparación con las elecciones anteriores y más de la mitad de los votos. 
La Izquierda Socialista logró un ligero incremento en su representación, obteniendo el 6,79% de los votos y 484 escaños, 29 más que en las elecciones anteriores. El Partido Liberal experimentó un aumento modesto, alcanzando el 4,98% de los votos y 280 escaños, 16 más que en las elecciones anteriores. El Partido Demócrata Cristiano sufrió una ligera disminución en su apoyo, obteniendo el 3,97% de los votos y 359 escaños, 52 menos que en las elecciones anteriores.
El Partido Verde experimentó una disminución en su representación, obteniendo el 4,13% de los votos y 157 escaños, 153 menos que en las elecciones anteriores. El Partido Rojo mantuvo una representación estable, obteniendo el 3,48% de los votos y 192 escaños, apenas una disminución de un escaño en comparación con las elecciones anteriores.

## Sistema electoral
La elección utiliza el sistema de representación proporcional de la lista de partidos en diecinueve circunscripciones de varios miembros, una para cada uno de los condados de Noruega.
El número de miembros que se eligen de cada circunscripción varía entre 4 y 19. Para determinar la distribución de los 169 escaños entre los 19 condados, se utiliza una fórmula de dos niveles, basada en la población y el tamaño geográfico. Cada habitante cuenta un punto, mientras que cada kilómetro cuadrado cuenta 1,8 puntos.
150 de los escaños son asientos regulares de cada distrito. Estos son otorgados sobre la base de los resultados de la elección en cada condado, y no se ven afectados por los resultados en otros condados. Diecinueve de los escaños (uno para cada condado) son los asientos de nivelación que se dan a los partidos que ganan menos asientos que su parte del voto popular nacional les da derecho. Un partido debe ganar el 4% del voto popular para ganar asientos de compensación, pero puede todavía ganar asientos del distrito incluso si no alcanza este umbral.
Cada dos elecciones parlamentarias se realiza una actualización en el número de escaños por circunscripción, según los cambios demográficos que se dan dentro de cada condado en relación con la población total del país. Para esta elección, la mayoría de los condados mantuvo el número de representantes; hubo disminuciones de un escaño en los condados de Buskerud, Oppland y de Møre y Romsdal, mientras que aumentaron dos representantes en Akershus y uno en Oslo.

##### Fecha
Según la Constitución noruega, las elecciones parlamentarias deben celebrarse cada cuatro años. El parlamento noruego no puede ser disuelto antes de que finalice dicha legislatura de cuatro años, lo que en la práctica imposibilita la celebración de elecciones anticipadas. Dado que las últimas elecciones se celebraron en septiembre de 2021, las siguientes elecciones se fijaron para el 8 de septiembre de 2025.

## Campaña electoral
La campaña electoral para las elecciones parlamentarias de Noruega de 2025 estuvo marcada por una alta polarización en torno a la política energética, el costo de vida y el rol del Estado en la economía. La ruptura de la coalición de gobierno entre el Partido Laborista (Ap) y el Partido del Centro (Sp), así como el nombramiento del ex secretario general de la OTAN, Jens Stoltenberg, como Ministro de Finanzas.

### Temas de campaña

#### Inmigración e Islam
La inmigración en Noruega ha pasado de ser un fenómeno marginal a convertirse en un elemento central de su realidad demográfica y social. Actualmente, cerca del 17 % de la población es de origen extranjero, incluyendo tanto a inmigrantes como a sus hijos, y dentro de este grupo se encuentra una comunidad musulmana que representa alrededor del 3,4 % de los habitantes del país.
La llegada de musulmanes comenzó principalmente en las décadas de 1960 y 1970, cuando trabajadores procedentes de Pakistán, Marruecos y Turquía fueron contratados para cubrir necesidades laborales. Tras la restricción migratoria de 1975, los nuevos flujos provinieron sobre todo de refugiados, de procesos de reunificación familiar y, más adelante, de migrantes laborales tras la ampliación de la Unión Europea.
En la sociedad noruega existe una percepción ambivalente hacia la inmigración y el islam: una mayoría reconoce que los inmigrantes contribuyen al mercado laboral y enriquecen la vida cultural, pero también hay sectores que consideran que los valores islámicos son incompatibles con los valores noruegos y que la inmigración puede incrementar la inseguridad.

El Partido Laborista adoptó una postura moderada y pragmática. Se mostró favorable a mantener controles de calidad y pruebas de integración (lengua, valores democráticos, conocimiento cultural). También propuso deportar a inmigrantes con delitos graves, tras un proceso judicial. Rechazó la discriminación por religión, etnia o nacionalidad, y no apoyó la prohibición expresa de símbolos religiosos como el hiyab. En general, el partido enfatizó que la inmigración debía gestionarse de forma controlada, pero sin caer en políticas de exclusión ni en discursos de odio.
Por su parte, el Partido Conservador propuso endurecer los criterios para la obtención de ciudadanía y residencia, así como limitar el acceso al sistema de asilo solo a circunstancias excepcionales. Aunque no se pronunció directamente sobre el Islam, abogó por “valores comunes” y “reglas iguales para todos”.
El Partido del Progreso fue más allá y mantuvo la postura más restrictiva respecto a la inmigración y al Islam. Sus principales propuestas incluyeron reducir la inmigración neta a cero desde "países de alto riesgo" (principalmente de Medio Oriente, África y Asia), priorizar la admisión de refugiados cristianos, reforzar los requisitos para obtener la ciudadanía, la reunificación familiar y la residencia permanente, y prohibir el uso del hiyab en escuelas primarias. Además, exigió una adaptación cultural explícita: aceptar los valores noruegos, mostrar el rostro en espacios públicos y tolerar el consumo de cerdo y alcohol como señales de integración. También promovió la repatriación voluntaria (o forzosa) de inmigrantes sin permiso o con antecedentes penales. Estas propuestas se enmarcan en la línea tradicional del partido de defensa de la “identidad cultural noruega” y oposición al multiculturalismo.
El Partido de la Izquierda Socialista fue uno de los más abiertos a la inmigración y la diversidad religiosa. En su programa defendió una inmigración regulada con enfoque humanitario. Se opuso a las restricciones sobre el uso de símbolos religiosos, como el hiyab y el turbante, incluso en cuerpos uniformados como la policía. Denunció el extremismo islámico, pero diferenciando entre religión y violencia, y apoyó políticas públicas de integración, enseñanza del idioma noruego y reconocimiento de la diversidad cultural.
El Partido del Centro mantiene una posición más moderada y reservada respecto a la inmigración, en comparación con sus aliados en la coalición de centroizquierda. Es crítico del multiculturalismo institucionalizado y defiende que los inmigrantes deben adaptarse a la cultura y los valores noruegos como parte esencial del proceso de integración. Aunque no propone recortes drásticos en las cuotas de inmigración, busca controlar los flujos migratorios y limitar el número de refugiados admitidos anualmente. No se ha posicionado oficialmente contra el Islam, pero algunos sectores del partido han manifestado preocupación por el “aislamiento cultural” que puede generar la inmigración desde países con valores muy distintos. Además, rechaza la financiación extranjera de mezquitas o asociaciones religiosas, especialmente si proviene de países sin democracia o con leyes discriminatorias.
El Partido Rojo adopta una postura abiertamente favorable a la inmigración, enfocándose en la equidad, el antirracismo y la inclusión social. Considera que Noruega tiene una obligación moral de ofrecer asilo a personas que huyen de la guerra, la pobreza y la persecución. Propone regularizar a los inmigrantes sin documentos que ya viven y trabajan en el país, si cumplen ciertos criterios de estancia y conducta. Se opone a cualquier forma de discriminación por religión o nacionalidad y critica las narrativas que asocian inmigración con inseguridad o pérdida cultural. Defiende el derecho a portar símbolos religiosos, como el hiyab o el turbante, en espacios públicos e instituciones, incluidas la policía y las escuelas. Promueve una visión de la integración como un proceso bidireccional, en el que también la sociedad noruega debe adaptarse a su nueva diversidad. Además, rechaza expresiones como “islamización de Europa”, argumentando que refuerzan el racismo y la xenofobia.
El Partido Demócrata Cristiano adoptó una posición compasiva y humanitaria. Sus principales propuestas incluyeron aumentar las cuotas de reasentamiento de refugiados conforme a los estándares de ACNUR, aceptar al menos 5.000 refugiados anualmente y mantener una política de respeto a la libertad religiosa.
El Partido Verde tiene una postura generalmente favorable a la inmigración, especialmente en lo relacionado con los derechos humanos y el cambio climático. Apoya la aceptación de refugiados climáticos y busca que Noruega asuma una mayor responsabilidad global en contextos de desplazamiento forzado. Aboga por un sistema de asilo ágil, justo y basado en los derechos humanos, que evite procesos largos o expulsiones automáticas. Promueve la diversidad religiosa y cultural como un valor positivo, y defiende la libertad de culto en todos los ámbitos. Está en contra de las restricciones a los símbolos religiosos (como el uso del hiyab) y fomenta la educación intercultural como base de la integración. En sus declaraciones oficiales, el partido ha denunciado cualquier forma de islamofobia o discurso excluyente, ya sea institucional o mediático.

#### Energía y política eléctrica
El incremento en los precios de la electricidad generó un amplio debate nacional. El Partido Laborista (Ap) propuso restringir las exportaciones eléctricas desconectando los interconectores con Dinamarca y renegociando los contratos con Reino Unido y Alemania. Argumentaron que Noruega debía priorizar su propio suministro eléctrico antes de abastecer a otros mercados europeos.
El Partido del Progreso (FrP) respaldó esta medida y añadió una propuesta para que el Estado cubriera el 100 % del coste de la electricidad cuando esta superara cierto umbral de precio. También defendieron el uso intensivo de energía hidroeléctrica y consideraron explorar la energía nuclear como opción futura.
En contraste, el Partido Conservador (Høyre) apoyó mantener los acuerdos internacionales y propuso en su lugar modernizar la red energética nacional y diversificar las fuentes sin rupturas unilaterales. Por su parte el Centro (Sp) defendió la desconexión de interconectores eléctricos con Europa (especialmente con Alemania y Reino Unido) y propuso priorizar el abastecimiento nacional antes que vender electricidad a través del mercado europeo. Se opuso a que Noruega dependa del sistema de precios energéticos de la UE.

#### Costo de vida e inflación
El aumento generalizado de los precios fue otro eje central. El gobierno laborista promovió un paquete de alivio económico que incluía:
- Eliminación del IVA en frutas y verduras.
- Aumento del 10 % en las becas estudiantiles.
- Regulación del alquiler en zonas urbanas.[45]

El Partido Rojo (Rødt) y la Izquierda Socialista (SV) apoyaron estas medidas y propusieron ir más allá, con subsidios públicos al transporte y congelación temporal de precios en productos básicos.
Por su parte, Høyre y los Liberales (Venstre) propusieron recortes fiscales para las clases medias y reducción del gasto público no prioritario como forma de combatir la inflación.

#### Impuestos al petróleo y transición ecológica
La política fiscal sobre el sector petrolero dividió a los partidos. La coalición rojo-verde (Ap, Sp, SV) propuso aumentar el impuesto extraordinario a las ganancias petroleras del 71 % al 78 %, para financiar la transición energética hacia fuentes renovables como la eólica marina y el hidrógeno.
Los partidos de derecha, especialmente FrP y Høyre, se opusieron alegando que una mayor presión fiscal sobre la industria del petróleo pondría en riesgo el empleo y la competitividad internacional.

#### Seguridad y defensa
La seguridad nacional adquirió peso tras la guerra en Ucrania y los compromisos noruegos en la OTAN. Todos los principales partidos apoyaron aumentar el gasto en defensa al 2 % del PIB, en línea con los compromisos adquiridos en la cumbre de la OTAN de 2024.

### Debates
| Fecha                   | Organizador | P Presente S Sustituto/a I Invitado/a NP No Presente NI No invitado/a | P Presente S Sustituto/a I Invitado/a NP No Presente NI No invitado/a | P Presente S Sustituto/a I Invitado/a NP No Presente NI No invitado/a | P Presente S Sustituto/a I Invitado/a NP No Presente NI No invitado/a | P Presente S Sustituto/a I Invitado/a NP No Presente NI No invitado/a | P Presente S Sustituto/a I Invitado/a NP No Presente NI No invitado/a | P Presente S Sustituto/a I Invitado/a NP No Presente NI No invitado/a | P Presente S Sustituto/a I Invitado/a NP No Presente NI No invitado/a | P Presente S Sustituto/a I Invitado/a NP No Presente NI No invitado/a | Víd.   | Ref.   |
| Fecha                   | Organizador | Ap                                                                    | H                                                                     | Sp                                                                    | FrP                                                                   | SV                                                                    | R                                                                     | V                                                                     | MDG                                                                   | KrF                                                                   | Víd.   | Ref.   |
| ----------------------- | ----------- | --------------------------------------------------------------------- | --------------------------------------------------------------------- | --------------------------------------------------------------------- | --------------------------------------------------------------------- | --------------------------------------------------------------------- | --------------------------------------------------------------------- | --------------------------------------------------------------------- | --------------------------------------------------------------------- | --------------------------------------------------------------------- | ------ | ------ |
| Fecha                   | Organizador |                                                                       |                                                                       |                                                                       |                                                                       |                                                                       |                                                                       |                                                                       |                                                                       |                                                                       | Víd.   | Ref.   |
| 18 de diciembre de 2024 | NRK         | P Støre                                                               | NI                                                                    | NI                                                                    | P Listhaug                                                            | NI                                                                    | NI                                                                    | NI                                                                    | NI                                                                    | NI                                                                    | [ 50 ] |        |
| 14 de enero de 2025     | NRK         | P Støre                                                               | NI                                                                    | NI                                                                    | P Listhaug                                                            | NI                                                                    | NI                                                                    | NI                                                                    | NI                                                                    | NI                                                                    | [ 51 ] |        |
| 30 de enero de 2025     | NRK         | P Støre                                                               | P Solberg                                                             | P Slagsvold                                                           | P Listhaug                                                            | P Bergstø                                                             | P Martinussen                                                         | S Rotevatn                                                            | S Liland                                                              | P Ulstein                                                             | [ 52 ] |        |
| 6 de febrero de 2025    | NRK         | P Støre                                                               | P Solberg                                                             | NI                                                                    | P Listhaug                                                            | NI                                                                    | S Marhaug                                                             | NI                                                                    | NI                                                                    | NI                                                                    | [ 53 ] |        |
| 27 de mayo de 2025      | NRK         | P Støre                                                               | P Solberg                                                             | P Slagsvold                                                           | P Listhaug                                                            | P Bergstø                                                             | P Martinussen                                                         | P Melby                                                               | P Hermstad                                                            | P Ulstein                                                             | [ 54 ] |        |
| 30 de julio de 2025     | NRK         | P Støre                                                               | NI                                                                    | NI                                                                    | P Listhaug                                                            | NI                                                                    | NI                                                                    | NI                                                                    | NI                                                                    | NI                                                                    |        | [ 55 ] |
| 4 de agosto de 2025     | NRK         | P Støre                                                               | P Solberg                                                             | NI                                                                    | NI                                                                    | NI                                                                    | NI                                                                    | NI                                                                    | NI                                                                    | NI                                                                    |        | [ 56 ] |
| 6 de agosto de 2025     | NRK         | P Støre                                                               | P Solberg                                                             | P Slagsvold                                                           | P Listhaug                                                            | P Bergstø                                                             | P Martinussen                                                         | P Melby                                                               | P Hermstad                                                            | P Ulstein                                                             |        | [ 57 ] |
| 11 de agosto de 2025    | NRK         | P Støre                                                               | P Solberg                                                             | P Slagsvold                                                           | P Listhaug                                                            | P Bergstø                                                             | P Martinussen                                                         | P Melby                                                               | P Hermstad                                                            | P Ulstein                                                             | [ 58 ] |        |

### Lemas de campaña
| Formación | Formación                          | Lema de camaña                     | Lema de camaña                            | Lema de camaña |
| Formación | Formación                          | En noruego                         | Traducción al castellano                  | Ref.           |
| --------- | ---------------------------------- | ---------------------------------- | ----------------------------------------- | -------------- |
|           | Partido Laborista                  | «Trygghet for fremtida»            | «Seguridad para el futuro»                | [ 59 ]         |
|           | Partido Conservador                | «Ingen slagord»                    | «Sin eslóganes»                           | [ 60 ]         |
|           | Partido de Centro                  | «Hele Norge»                       | «Toda Noruega»                            |                |
|           | Partido del Progreso               | «For folk flest»                   | «Para la mayoría de la gente»             | [ 61 ]         |
|           | Partido de la Izquierda Socialista | «For de mange – ikke for de få»    | «Para la mayoría, no para la minoría»     |                |
|           | Partido Rojo                       | «Fordi fellesskap fungerer»        | «Porque la comunidad funciona»            | [ 62 ]         |
|           | Partido Liberal                    | «Tenk nytt for Norge»              | «Piensa en algo nuevo para Noruega»       |                |
|           | Partido Verde                      | «Det ER mulig»                     | «Sí ES posible»                           |                |
|           | Partido Demócrata Cristiano        | «Bygge på verdier – skape verdier» | «Construir sobre valores – crear valores» | [ 63 ]         |

### Programa electoral
| Candidatura | Candidatura                        | Programa Electoral                        | Programa Electoral |
| ----------- | ---------------------------------- | ----------------------------------------- | ------------------ |
|             | Partido Laborista                  | Seguridad para el mañana, fe en el futuro | Ap                 |
|             | Partido Conservador                | Escuchamos                                | H                  |
|             | Partido de Centro                  | CERCA DE LA GENTE DE TODO EL NORTE        | Sp                 |
|             | Partido del Progreso               | MÁS LIBERTAD                              | FrP                |
|             | Partido de la Izquierda Socialista | Socialismo en noruego                     | SV                 |
|             | Partido Rojo                       | Noruega es diferente                      | R                  |
|             | Partido Liberal                    | Piensa en algo nuevo para Noruega         | V                  |
|             | Partido Verde                      | Es posible                                | MDG                |
|             | Partido Demócrata Cristiano        | Seguridad para la vida cotidiana          | KrF                |

## Partidos

### Con representación parlamentaria
A continuación se muestra una lista de los partidos y alianzas electorales. Las candidaturas aparecen enumeradas en orden descendente de escaños obtenidos en las anteriores elecciones. A su vez, los partidos, federaciones, coaliciones y agrupaciones que conforman el gobierno en el momento de las elecciones están sombreados en verde claro, mientras que aquellas candidaturas que hubiesen formado parte del gobierno en algún momento de la legislatura pero no en el momento de las elecciones aparecen sombreadas en amarillo claro:
| Formación política | Formación política | Formación política                 | Ideología                | Posición        | Candidato/a             | Escaños |
| ------------------ | ------------------ | ---------------------------------- | ------------------------ | --------------- | ----------------------- | ------- |
|                    | Ap                 | Partido Laborista                  | Socialdemocracia         | Centroizquierda | Jonas Gahr Støre        | 48/169  |
|                    | H                  | Partido Conservador                | Conservadurismo liberal  | Centroderecha   | Erna Solberg            | 36/169  |
|                    | Sp                 | Partido de Centro                  | Agrarismo nórdico        | Centro          | Trygve Slagsvold Vedum  | 28/169  |
|                    | FrP                | Partido del Progreso               | Liberalismo nacionalista | Derecha         | Sylvi Listhaug          | 21/169  |
|                    | SV                 | Partido de la Izquierda Socialista | Socialismo democrático   | Izquierda       | Kirsti Bergstø          | 13/169  |
|                    | R                  | Partido Rojo                       | Comunismo                | Izquierda       | Marie Sneve Martinussen | 8/169   |
|                    | V                  | Partido Liberal                    | Socioliberalismo         | Centro          | Guri Melby              | 8/169   |
|                    | MDG                | Partido Verde                      | Política verde           | Centroizquierda | Arild Hermstad          | 3/169   |
|                    | KrF                | Partido Demócrata Cristiano        | Democracia cristiana     | Centroderecha   | Ida Lindtveit Røse      | 3/169   |
|                    | PF                 | Enfoque en el Paciente             | Regionalismo             | Regionalismo    | Irene Ojala             | 1/169   |

#### Cabezas de lista por distrito electoral
| Formación | Formación     | ØST                     | AKE                     | OSL                 | HED                           | OPP                      | BUS                   | VES                         | TEL                      | AAG                            | VAG                            | ROG                      | HOR                    | SFJ                      | MRO                | STR                   | NTR                    | NOR                    | TRO                         | FIN                      |
| --------- | ------------- | ----------------------- | ----------------------- | ------------------- | ----------------------------- | ------------------------ | --------------------- | --------------------------- | ------------------------ | ------------------------------ | ------------------------------ | ------------------------ | ---------------------- | ------------------------ | ------------------ | --------------------- | ---------------------- | ---------------------- | --------------------------- | ------------------------ |
|           | Laboristas    | Jon-Ivar Nygård         | Tonje Brenna            | Jonas Gahr Støre    | Nils Kristen Sandtrøen        | Rune Støstad             | Masud Gharahkhani     | Truls Vasvik                | Terje Aasland            | Tellef Inge Mørland            | Kai Steffen Østensen           | Andreas Bjelland Eriksen | Bjørnar Selnes Skjæran | Torbjørn Vereide         | Per Vidar Kjølmoen | Trond Giske           | Bente Estil            | Bjørnar Selnes Skjæran | Cecilie Terese Myrseth      | Marianne Sivertsen Næss  |
|           | Conservadores | Tage Pettersen          | Henrik Asheim           | Ine Eriksen Søreide | Anna Irene Molberg            | Kari Anne Jønnes         | Trond Helleland       | Erlend Larsen               | Mahmoud Farahmand        | Haagen Severin Nilson Poppe    | Amalie Gunnufsen               | Margret Hagerup          | Erna Solberg           | Olve Grotle              | Monica Molvær      | Mari Holm Lønseth     | Pål Sæther Eiden       | Bård Ludvig Thorheim   | Erlend Svardal Bøe          | Hege Christin Bjørkmann  |
|           | Centristas    | Ole Andre Myhrvold      | Sigbjørn Gjelsvik       | Synne Lerhol        | Trygve Magnus Slagsvold Vedum | Bengt Fasteraune         | Sigrid Simensen Ilsøy | Kathrine Kleveland          | Åslaug Sem-Jacobsen      | Gro-Anita Mykjåland            | Gro-Anita Mykjåland            | Geir Pollestad           | Bent-Joacim Bentzen    | Erling Sande             | Geir Inge Lien     | Maren Grøthe          | Bjørn Arild Gram       | Bent-Joacim Bentzen    | Sandra Borch                | Geir Adelsten Iversen    |
|           | Progresistas  | Erlend Wiborg           | Hans Andreas Limi       | Tor Mikkel Wara     | Tor Andre Johnsen             | Lars Terje Høiendahl Rem | Jon Engen-Helgheim    | Morten Stordalen            | Bård André Hoksrud       | Marius Arion Nilsen            | Alf Erik Andersen              | Kristoffer Sivertsen     | Dagfinn Henrik Olsen   | Stig Even Søvik Lillestø | Sylvi Listhaug     | Lill Harriet Sandaune | Mats Henriksen         | Dagfinn Henrik Olsen   | Per-Willy Amundsen          | Bengt Rune Strifeldt     |
|           | Socialistas   | Åse Kristina Heien      | Kirsti Bergstø          | Marian Hussein      | Amund Røhr Heggelund          | Anne Lise Fredlund       | Kathy Lie             | Grete Wold                  | Vilde Athena Berg-Nilsen | Mirell Høyer-Berntsen          | Mirell Høyer-Berntsen          | Ingrid Fiskaa            | Christian Torset       | Hege Lothe               | Line Karlsvik      | Lars Haltbrekken      | Gudrun Lidal           | Christian Torset       | Pål Julius Austrem Skogholt | Tore Grøtte              |
|           | Rojos         | Remi Alexander Sølvberg | Marie Sneve Martinussen | Seher Aydar         | Svein Birger Ørsnes           | Turid Thomassen          | Linn-Elise Øhn Mehlen | Maren Njøs Kurdøl           | Tobias Drevland Lund     | Lætif Akber                    | Lætif Akber                    | Mímir Kristjánsson       | Geir-Asbjørn Jørgensen | Rita Tonning             | Mattis Himo        | Hege Bae Nyholt       | Håvard Krogstad-Wiborg | Geir-Asbjørn Jørgensen | Hanne Beate Stenvaag        | Hallgeir Johan Strifeldt |
|           | Liberales     | Olaf Thommessen         | Abid Raja               | Guri Melby          | Stig Vaagan                   | Kristin Jess-Bakken      | Julie Bruun Vaage     | Camilla Bilstad Johannessen | Erik Johannessen         | Ingvild Wetrhus Thorsvik       | Ingvild Wetrhus Thorsvik       | Kjartan Alexander Lunde  | Tarjei Svalbjørg       | Alfred Jens Bjørlo       | Erik Rolfsen       | Lars Øye Brandsås     | Jens Fredrik Skjelstad | Tarjei Svalbjørg       | Even Aronsen                | Trine Noodt              |
|           | Verdes        | Johan Rud               | Une Aina Bastholm       | Arild Hermstad      | Gjermund Gjestvang            | Marit Nythun Utheim      | Cathrin Janøy         | Julie Estdahl Stuestøl      | Per-Erik Schulze         | Hildegunn Marie Tønnessen Seip | Hildegunn Marie Tønnessen Seip | Andreas Aukland          | Svein Ottar Hammer     | Marius Langballe Dalin   | Gro Santi Johnsen  | Jonas Ali Ghanizadeh  | Oda Indgaard           | Svein Ottar Hammer     | Barbara Vögele              | Siren Julianne Jensen    |
|           | Cristianos    | David Hansen            | Ida Lindtveit Røse      | Øyvind Håbrekke     | Line Mette Teigland           | Jytte Sonne              | Ida Lindtveit Røse    | Christian Bredvei Gusland   | Hans Edvard Askjer       | Jorunn Gleditsch Lossius       | Jorunn Gleditsch Lossius       | Jonas Andersen Sayed     | Linda Helén Haukland   | Jonatan Hurthi           | Harry Valderhaug   | Majen Helen Sævik     | Majen Helen Sævik      | Linda Helén Haukland   | Nils Einar Samuelsen        | Erling-Christoffer Suhr  |
|           | Enfoque       |                         |                         |                     |                               |                          |                       |                             |                          |                                |                                |                          |                        |                          |                    |                       |                        |                        |                             | Irene Ojala              |

### Formaciones sin representación parlamentaria
| Candidatura     | Candidatura                                       | Líder                   | Ideología                             | Posición          |
| --------------- | ------------------------------------------------- | ----------------------- | ------------------------------------- | ----------------- |
|                 | Paz y Justicia (FOR)                              | Marielle Leraand        | Pacifismo                             | Centroizquierda   |
|                 | Partido Generación (GP)                           | Gyda Oddekalv           | Democracia directa                    | Atrapalotodo      |
|                 | Partido de la Industria y los Negocios (INP)      | Ann Jorun Hillersøy     | Populismo de derecha                  | Derecha           |
|                 | Conservador (K)                                   | Erik Selle              | Derecha cristiana                     | Derecha           |
|                 | Los Demócratas (DiN)                              | Geir Ugland Jacobsen    | Conservadurismo social                | Extrema derecha   |
|                 | Partido DNI (DNI)                                 | Owe Ingemann Waltherzøe | Euroescepticismo                      | Centroderecha     |
|                 | Partido del Centro (S)                            | Geir Lippestad          | Centrismo                             | Centro            |
|                 | Partido de los Jubilados (Pp)                     | Kurt Johnny Hæggernæs   | Intereses de los jubilados            | Centro            |
|                 | Partido del Bienestar y la Innovación (VIPartiet) | Erik Hexeberg           | Socialdemocracia                      | Centroizquierda   |
|                 | Partido de la Soledad (EP)                        | Else Kåss Furuseth      | Lucha contra la soledad y el suicidio | Atrapalotodo      |
|                 | Salven el Hospital Ullevål (RUS)                  | Lene Haug               | Defensa del hospital de Ullevål       | Atrapalotodo      |
|                 | Partido Comunista de Noruega (NKP)                | Runa Evensen            | Marxismo-leninismo                    | Extrema Izquierda |
| Fuente: Valg.no |                                                   |                         |                                       |                   |

## Encuestas

Línea de tendencia de regresión local de los resultados de las encuestas desde el 13 de septiembre de 2021 hasta la actualidad.

Encuesta realizada/publicada a "boca de urna".
| Encuesta                          | Fecha                       | Muestra | R       | SV             | MDG   | Ap      | Sp     | V      | KrF     | H       | FrP     | INP    | Otros   | Diferencia | Rojo    | Azul    | Diferencia |       |       |         |         |       |
| --------------------------------- | --------------------------- | ------- | ------- | -------------- | ----- | ------- | ------ | ------ | ------- | ------- | ------- | ------ | ------- | ---------- | ------- | ------- | ---------- | ----- | ----- | ------- | ------- | ----- |
| Encuesta                          | Fecha                       | Muestra | Analyse | 13–18 Ago 2025 | 1,005 | 6.4 10  | 6.3 10 | 4.4 7  | 24.8 49 | 7.0 13  | 5.3 8   | 4.3 7  | 14.5 24 | Diferencia | 21.9 41 | [ 68 ]  | Diferencia | 5.2 0 | 2.9 8 | 49.0 89 | 46.2 80 | 2.8 9 |
| Norstat                           | 15 Ago 2025                 | 1,004   | 6.3 10  | 7.1 11         | 4.7 8 | 28.2 55 | 5.3 9  | 3.8 3  | 4.8 8   | 14.6 24 | 20.5 41 | [ 68 ] | 4.5 0   | 7.7 18     | 51.8 93 | 43.9 76 | 7.9 17     |       |       |         |         |       |
| InFact                            | 12 Ago 2025                 | 1,142   | 5.7 9   | 5.5 9          | 3.7 3 | 26.9 54 | 5.6 9  | 5.1 8  | 5.6 9   | 13.2 22 | 23.9 46 | [ 68 ] | 5.0 0   | 3.0 18     | 47.8 84 | 48.0 85 | 0.2 1      |       |       |         |         |       |
| Analyse                           | 5–8 Ago 2025                | 1,000   | 5.8 10  | 7.1 12         | 2.8 1 | 28.0 52 | 7.0 12 | 5.1 9  | 4.6 8   | 15.2 27 | 20.7 38 | [ 68 ] | 3.8 0   | 7.3 14     | 50.8 87 | 45.8 82 | 5.0 5      |       |       |         |         |       |
| Verian                            | 4–8 Ago 2025                | 1,198   | 6.3 11  | 6.2 10         | 3.5 3 | 28.8 53 | 4.9 8  | 4.4 7  | 4.6 8   | 16.2 28 | 20.7 40 | [ 68 ] | 4.4 1   | 8.1 11     | 49.9 85 | 46.1 83 | 3.8 2      |       |       |         |         |       |
| Norfakta                          | 5–8 Ago 2025                | 1,008   | 6.3 11  | 6.2 11         | 4.2 7 | 26.8 50 | 6.7 12 | 5.6 10 | 3.8 3   | 14.4 26 | 20.9 39 | [ 68 ] | 5.2 0   | 5.9 11     | 50.3 91 | 44.8 78 | 5.5 13     |       |       |         |         |       |
| Opinion                           | 28 Jul – 3 Ago 2025         | 1,000   | 5.8 11  | 6.7 13         | 3.2 2 | 26.7 50 | 6.2 12 | 3.3 3  | 3.1 2   | 15.8 30 | 23.6 46 | [ 68 ] | 5.7 0   | 3.1 4      | 48.7 88 | 45.9 81 | 2.8 7      |       |       |         |         |       |
| Norfakta                          | 1–2 Jul 2025                | 1,004   | 6.6 11  | 8.9 15         | 4.4 7 | 26.9 50 | 5.8 10 | 5.0 9  | 3.7 3   | 15.7 27 | 19.2 37 | [ 68 ] | 3.6 0   | 7.7 13     | 52.8 93 | 43.8 76 | 9.0 17     |       |       |         |         |       |
| InFact                            | 1 Jul 2025                  | 1115    | 6.1 11  | 7.9 14         | 2.8 2 | 25.2 49 | 7.2 12 | 4.4 8  | 3.2 2   | 14.8 26 | 23.9 45 | [ 68 ] | 4.6 0   | 1.3 4      | 49.3 88 | 46.5 81 | 2.8 7      |       |       |         |         |       |
| Verian                            | 24–30 Jun 2025              | 986     | 5.1 9   | 7.8 14         | 3.3 2 | 30.9 57 | 6.0 11 | 4.8 8  | 2.6 1   | 14.0 25 | 21.5 42 | [ 68 ] | 4.1 0   | 9.4 13     | 53.3 93 | 43.1 76 | 10.2 17    |       |       |         |         |       |
| VG/Aftenposten/Bergens Tidende    | 11–18 Jun 2025              | 1,000   | 6.0 11  | 8.8 16         | 3.4 3 | 25.1 48 | 5.9 10 | 4.8 8  | 3.3 2   | 16.9 30 | 22.0 41 | [ 68 ] | 3.8 0   | 3.1 7      | 49.3 88 | 47.2 81 | 2.1 7      |       |       |         |         |       |
| Opinion                           | 10–16 Jun 2025              | 1,000   | 7.3 13  | 7.0 12         | 2.3 1 | 26.8 53 | 5.4 10 | 5.1 9  | 3.3 3   | 14.2 25 | 22.8 43 | 0.8 0  | 5.0 0   | 4.0 10     | 48.8 89 | 45.4 80 | 3.4 9      |       |       |         |         |       |
| Norstat                           | 10–14 Jun 2025              | 1,007   | 5.6 10  | 8.0 14         | 2.1 1 | 30.0 55 | 5.3 10 | 4.2 8  | 3.3 3   | 15.8 28 | 21.3 40 | 0.7 0  | 3.9 0   | 8.7 15     | 51.0 90 | 44.6 79 | 6.4 11     |       |       |         |         |       |
| Norfakta                          | 3–4 Jun 2025                | 1,000   | 6.3 11  | 5.5 10         | 3.7 3 | 27.3 54 | 5.9 10 | 4.6 8  | 3.5 3   | 18.2 32 | 21.5 42 | [ 68 ] | 3.4 0   | 5.8 12     | 48.7 84 | 47.8 85 | 0.9 1      |       |       |         |         |       |
| InFact                            | 3 Jun 2025                  | 1076    | 6.1 10  | 8.7 14         | 2.2 1 | 26.7 50 | 5.5 9  | 4.6 8  | 4.0 7   | 17.0 30 | 21.0 40 | [ 68 ] | 4.2 0   | 5.7 10     | 49.2 84 | 46.6 85 | 2.6 3      |       |       |         |         |       |
| Opinion                           | 26–31 de mayo de 2025       | 1002    | 5.7 9   | 5.5 9          | 3.8 3 | 30.9 62 | 4.6 7  | 5.3 9  | 4.6 7   | 13.9 24 | 19.6 29 | [ 68 ] | 6.1 0   | 11.3 33    | 50.5 90 | 43.4 79 | 7.1 11     |       |       |         |         |       |
| Verian                            | 26–30 de mayo de 2025       | 982     | 6.6 12  | 5.0 9          | 3.8 3 | 31.6 59 | 6.3 12 | 2.7 2  | 3.9 3   | 17.5 32 | 19.1 36 | [ 68 ] | 3.5 1   | 12.5 23    | 53.3 95 | 43.2 73 | 10.1 22    |       |       |         |         |       |
| Opinion                           | 12–19 de mayo de 2025       | 1,000   | 4.3 8   | 7.2 13         | 2.7 1 | 27.5 50 | 6.2 11 | 4.2 8  | 3.4 3   | 17.5 33 | 21.0 42 | [ 68 ] | 3.0 0   | 6.5 8      | 47.9 83 | 46.5 86 | 1.4 3      |       |       |         |         |       |
| Norstat                           | 29 Abr – 16 de mayo de 2025 | 15,200  | 5.4 10  | 6.5 12         | 3.1 2 | 29.4 54 | 5.5 10 | 4.0 7  | 3.5 2   | 18.4 33 | 20.6 40 | 0.7 0  | 3.0 0   | 8.8 14     | 49.9 88 | 46.5 81 | 3.4 7      |       |       |         |         |       |
| Respons Analyse                   | 7–12 de mayo de 2025        | 1,002   | 4.9 7   | 6.9 10         | 2.6 1 | 29.3 55 | 5.2 8  | 4.8 7  | 4.3 7   | 18.6 37 | 21.1 35 | 0.6 0  | 1.6 0   | 8.2 18     | 46.3 81 | 48.8 88 | 2.5 7      |       |       |         |         |       |
| Norfakta                          | 6 –7 de mayo de 2025        | 1,005   | 6.0 9   | 7.0 11         | 2.5 1 | 28.4 54 | 6.1 9  | 4.2 7  | 4.2 6   | 20.7 38 | 17.5 34 | [ 68 ] | 3.4 0   | 7.7 16     | 50.0 84 | 46.6 85 | 3.4 1      |       |       |         |         |       |
| InFact                            | 6 de mayo de 2025           | 1,073   | 5.5 10  | 7.3 14         | 2.8 1 | 29.0 54 | 5.8 11 | 3.0 2  | 3.0 2   | 18.6 35 | 21.2 40 | [ 68 ] | 3.7 0   | 7.8 14     | 50.4 90 | 45.8 79 | 4.6 11     |       |       |         |         |       |
| Norstat                           | 29 Abr – 5 de mayo de 2025  | 996     | 5.5 10  | 7.1 12         | 3.1 2 | 28.4 54 | 5.3 10 | 4.0 7  | 2.3 1   | 19.1 33 | 20.3 40 | 0.3 0  | 4.9 0   | 8.1 14     | 49.4 88 | 45.7 81 | 3.7 7      |       |       |         |         |       |
| Opinion                           | 28 Abr – 5 de mayo de 2025  | 1,000   | 5.0 9   | 6.5 11         | 2.5 1 | 26.0 49 | 5.4 9  | 4.6 8  | 3.6 3   | 18.5 33 | 23.9 46 | [ 68 ] | 3.9 0   | 3.1 3      | 45.4 79 | 49.6 90 | 4.2 11     |       |       |         |         |       |
| Verian                            | 28 Abr – 2 de mayo de 2025  | 990     | 5.4 9   | 7.4 12         | 2.5 1 | 30.0 54 | 5.8 9  | 4.2 7  | 4.6 8   | 18.1 32 | 19.0 37 | [ 68 ] | 3.1 0   | 11.0 17    | 51.1 85 | 45.9 84 | 5.2 1      |       |       |         |         |       |
| Opinion                           | 14–21 Abr 2025              | 1,000   | 4.6 9   | 6.6 12         | 3.7 3 | 30.4 57 | 7.0 13 | 3.5 3  | 3.1 2   | 17.4 32 | 20.1 38 | [ 68 ] | 3.7 0   | 10.3 19    | 52.3 94 | 44.1 75 | 8.2 19     |       |       |         |         |       |
| Respons Analyse                   | 2–7 Abr 2025                | 1,001   | 4.7 9   | 6.4 12         | 3.8 3 | 30.1 58 | 5.9 11 | 3.9 3  | 3.0 3   | 20.4 37 | 18.6 35 | [ 68 ] | 3.2 0   | 9.7 21     | 50.9 92 | 45.9 77 | 5.0 15     |       |       |         |         |       |
| Norstat                           | 31 Mar – 7 Abr 2025         | 994     | 3.7 1   | 6.3 12         | 3.3 3 | 27.9 55 | 7.2 14 | 3.8 3  | 3.2 3   | 18.9 37 | 21.0 41 | [ 68 ] | 4.7 0   | 6.9 14     | 48.4 85 | 46.9 84 | 1.5 1      |       |       |         |         |       |
| Norfakta                          | 1–2 Abr 2025                | 1,000   | 4.0 7   | 6.7 12         | 3.0 2 | 24.0 46 | 8.4 15 | 5.3 10 | 3.5 3   | 21.6 39 | 19.2 35 | [ 68 ] | 4.4 0   | 2.4 7      | 46.1 82 | 49.6 87 | 3.5 5      |       |       |         |         |       |
| Verian                            | 25–31 Mar 2025              | 987     | 6.1 11  | 6.4 12         | 2.5 1 | 29.4 53 | 6.5 12 | 4.1 7  | 3.8 3   | 19.5 35 | 19.0 35 | [ 68 ] | 2.7 0   | 9.9 18     | 50.9 89 | 46.4 80 | 4.5 9      |       |       |         |         |       |
| Opinion                           | 10–12 Mar 2025              | 1,000   | 6.0 11  | 9.2 16         | 2.8 2 | 25.8 49 | 4.7 8  | 4.5 8  | 3.7 3   | 19.5 35 | 19.7 37 | [ 68 ] | 4.1 0   | 6.1 12     | 48.5 86 | 47.4 83 | 1.1 3      |       |       |         |         |       |
| Norstat                           | 4–8 Mar 2025                | 983     | 4.5 7   | 6.4 10         | 2.5 1 | 30.1 58 | 5.0 8  | 4.4 7  | 2.6 3   | 18.1 29 | 23.0 46 | [ 68 ] | 3.4 0   | 7.1 12     | 48.7 84 | 50.9 85 | 0.4 1      |       |       |         |         |       |
| Norfakta                          | 4–5 Mar 2025                | 1,001   | 5.0 8   | 7.1 11         | 2.5 1 | 26.5 52 | 4.8 8  | 4.1 7  | 2.6 1   | 19.7 36 | 24.3 45 | [ 68 ] | 3.4 0   | 2.2 7      | 46.1 80 | 50.9 89 | 4.8 9      |       |       |         |         |       |
| InFact                            | 4 Mar 2025                  | 1,082   | 4.0     | 6.6            | 3.0   | 29.5    | 5.4    | 4.3    | 3.3     | 16.4    | 24.1    | 0.7    | 2.7     | 5.4        | 48.5    | 48.8    | 0.3        |       |       |         |         |       |
| Opinion                           | 24 Feb – 3 Mar 2025         | 1,003   | 4.2     | 6.3            | 3.7   | 28.2    | 5.4    | 3.2    | 2.6     | 18.5    | 24.8    | 1.1    | 2.0     | 3.4        | 47.8    | 50.2    | 2.4        |       |       |         |         |       |
| Verian                            | 24–28 Feb 2025              | 1,004   | 3.5 1   | 7.9 15         | 2.6 1 | 29.5 56 | 4.6 9  | 4.1 8  | 3.2 3   | 19.3 36 | 21.7 40 | [ 68 ] | 3.6 0   | 7.8 16     | 48.3 82 | 48.5 87 | 0.2 5      |       |       |         |         |       |
| Opinion                           | 10–16 Feb 2025              | 1,000   | 5.5 10  | 7.2 13         | 2.1 1 | 26.6 50 | 6.0 11 | 3.9 3  | 3.5 3   | 19.1 36 | 22.4 42 | [ 68 ] | 3.7 0   | 4.2 8      | 47.5 85 | 49.0 84 | 1.5 1      |       |       |         |         |       |
| Norstat                           | 4–8 Feb 2025                | 989     | 5.3     | 7.4            | 2.7   | 28.7    | 6.0    | 3.1    | 2.1     | 16.2    | 25.3    | 0.8    | 2.4     | 3.4        | 50.1    | 47.5    | 2.6        |       |       |         |         |       |
| Respons Analyse                   | 4–6 Feb 2025                | 1,000   | 4.9     | 6.8            | 1.6   | 26.7    | 6.8    | 4.9    | 3.0     | 19.1    | 23.6    | 1.1    | 1.5     | 3.1        | 46.8    | 51.7    | 4.9        |       |       |         |         |       |
| InFact                            | 5 Feb 2025                  | 1,062   | 5.5     | 6.5            | 2.3   | 30.7    | 6.0    | 3.4    | 3.0     | 15.6    | 24.3    | 0.8    | 2.0     | 6.4        | 51      | 47.1    | 3.9        |       |       |         |         |       |
| Norfakta                          | 4–5 Feb 2025                | 1,003   | 5.7     | 7.6            | 2.7   | 24.7    | 6.1    | 4.6    | 3.0     | 18.2    | 24.7    | [ 68 ] | 2.8     | -          | 46.8    | 50.5    | 3.7        |       |       |         |         |       |
| Verian                            | 4 Feb 2025                  | 1,000   | 3.7     | 6.8            | 2.4   | 25.7    | 6.9    | 3.2    | 3.2     | 18.4    | 26.9    | 1.2    | 1.6     | 1.2        | 45.5    | 52.9    | 7.4        |       |       |         |         |       |
| Respons Analyse                   | 30 Ene – 3 Feb 2025         | 1,000   | 5.9     | 8.0            | 1.9   | 18.3    | 7.5    | 6.5    | 3.7     | 22.0    | 24.2    | [ 68 ] | 1.9     | 2.2        | 41.6    | 56.4    | 14.8       |       |       |         |         |       |
| Opinion                           | 27 Ene – 3 Feb 2025         | 1,002   | 6.1     | 8.1            | 3.8   | 22.0    | 5.2    | 4.2    | 3.0     | 18.2    | 25.0    | 1.5    | 3.0     | 3.0        | 45.2    | 51.9    | 6.7        |       |       |         |         |       |
| Verian                            | 27–31 Ene 2025              | 1,380   | 5.6     | 8.4            | 1.8   | 19.8    | 8.6    | 4.2    | 2.5     | 18.9    | 25.1    | 1.5    | 3.4     | 5.3        | 44.2    | 52.2    | 8.0        |       |       |         |         |       |
| InFact                            | 30 Ene 2025                 | 1,171   | 4.5     | 9.1            | 3.4   | 18.4    | 8.2    | 4.7    | 3.0     | 18.3    | 26.1    | 2.5    | 1.8     | 7.7        | 43.6    | 54.6    | 11.0       |       |       |         |         |       |
| Opinion                           | 13–20 Ene 2025              | 1,000   | 5.0     | 8.3            | 3.1   | 18.8    | 5.5    | 2.8    | 3.5     | 21.8    | 26.2    | 0.8    | 4.3     | 4.4        | 40.7    | 55.1    | 14.4       |       |       |         |         |       |
| Norstat                           | 8–13 Ene 2025               | 992     | 5.9     | 8.7            | 3.3   | 20.2    | 4.9    | 5.8    | 3.9     | 19.8    | 23.7    | [ 68 ] | 3.8     | 3.5        | 43.0    | 53.2    | 10.2       |       |       |         |         |       |
| Respons Analyse                   | 8–13 Ene 2025               | 1,000   | 5.2     | 7.7            | 3.8   | 16.7    | 6.1    | 5.9    | 3.1     | 24.0    | 24.5    | [ 68 ] | 3.0     | 0.5        | 39.5    | 57.5    | 18.0       |       |       |         |         |       |
| Verian                            | 6–10 Ene 2025               | 994     | 5.4     | 6.9            | 3.6   | 21.0    | 5.6    | 3.4    | 3.9     | 23.8    | 24.3    | 0.8    | 1.3     | 0.5        | 42.5    | 56.2    | 13.7       |       |       |         |         |       |
| Norfakta                          | 7–8 Ene 2025                | 1,002   | 6.0     | 8.1            | 3.2   | 18.4    | 6.6    | 4.3    | 3.2     | 23.2    | 21.1    | [ 68 ] | 5.9     | 2.1        | 42.3    | 51.8    | 9.5        |       |       |         |         |       |
| InFact                            | 6 Ene 2025                  | 1,140   | 5.7     | 7.5            | 3.0   | 20.6    | 6.5    | 4.5    | 3.2     | 21.0    | 24.2    | 1.5    | 2.3     | 3.2        | 43.3    | 54.4    | 11.1       |       |       |         |         |       |
| Opinion                           | 2–6 Ene 2025                | 1,005   | 5.7     | 8.7            | 2.8   | 18.1    | 6.3    | 4.7    | 3.2     | 21.6    | 25.0    | 1.5    | 2.4     | 3.4        | 41.6    | 56.0    | 14.4       |       |       |         |         |       |
| Norstat                           | 10–14 Dic 2024              | 1,000   | 6.8     | 6.9            | 3.9   | 16.8    | 4.7    | 4.8    | 4.2     | 20.7    | 27.7    | [ 68 ] | 3.7     | 7.0        | 39.1    | 57.4    | 18.3       |       |       |         |         |       |
| Respons Analyse                   | 4–9 Dic 2024                | 1,002   | 6.4     | 9.4            | 2.3   | 18.9    | 5.3    | 6.1    | 3.5     | 20.3    | 23.9    | [ 68 ] | 3.3     | 3.6        | 42.3    | 53.8    | 11.5       |       |       |         |         |       |
| Opinion                           | 3–9 Dic 2024                | 1,000   | 5.7     | 9.4            | 3.1   | 17.7    | 4.9    | 5.8    | 4.0     | 20.5    | 25.3    | [ 68 ] | 3.4     | 4.8        | 40.8    | 55.6    | 14.8       |       |       |         |         |       |
| Norstat                           | 2–9 Dic 2024                | 1,000   | 5.5     | 11.0           | 3.5   | 14.2    | 3.8    | 4.7    | 4.3     | 21.5    | 27.4    | [ 68 ] | 4.0     | 5.9        | 38.0    | 57.9    | 19.9       |       |       |         |         |       |
| Norfakta                          | 3–4 Dic 2024                | 1,001   | 5.3     | 8.7            | 2.9   | 18.1    | 5.4    | 4.6    | 4.2     | 22.9    | 23.7    | 0.4    | 3.9     | 0.8        | 40.4    | 55.8    | 15.4       |       |       |         |         |       |
| InFact                            | 3 Dic 2024                  | 1,080   | 5.0     | 9.0            | 3.6   | 18.1    | 6.7    | 4.6    | 3.9     | 19.3    | 26.3    | 1.4    | 2.1     | 7.0        | 42.4    | 55.5    | 13.1       |       |       |         |         |       |
| Opinion                           | 26 Nov – 2 Dic 2024         | 999     | 6.1     | 10.7           | 2.9   | 17.6    | 5.3    | 5.9    | 3.3     | 21.0    | 24.4    | 1.2    | 1.7     | 3.4        | 42.6    | 55.8    | 13.2       |       |       |         |         |       |
| Verian                            | 25–29 Nov 2024              | 995     | 5.5     | 9.9            | 2.4   | 16.5    | 6.1    | 6.1    | 3.8     | 23.0    | 24.1    | [ 68 ] | 2.6     | 1.1        | 40.4    | 57.0    | 16.6       |       |       |         |         |       |
| Norstat                           | 12–16 Nov 2024              | 1,000   | 5.3     | 9.3            | 3.5   | 17.5    | 5.4    | 4.4    | 2.9     | 21.0    | 25.3    | 2.0    | 3.4     | 4.3        | 41.0    | 53.6    | 12.6       |       |       |         |         |       |
| Respons Analyse                   | 6–11 Nov 2024               | 1,003   | 5.6     | 9.4            | 3.0   | 19.0    | 6.8    | 6.3    | 3.7     | 20.9    | 22.4    | [ 68 ] | 2.9     | 1.5        | 43.8    | 53.3    | 9.5        |       |       |         |         |       |
| Opinion                           | 5–11 Nov 2024               | 1,000   | 6.0     | 9.1            | 3.1   | 18.7    | 6.7    | 5.6    | 3.1     | 22.4    | 21.3    | [ 68 ] | 2.9     | 1.1        | 43.6    | 52.4    | 8.8        |       |       |         |         |       |
| Norstat                           | 15–19 Oct 2024              | 992     | 6.2 11  | 9.0 17         | 3.5 2 | 19.3 36 | 4.9 9  | 6.0 11 | 2.4 1   | 22.7 42 | 22.0 40 | 1.4 0  | 2.7 0   | 0.7 6      | 42.9 75 | 54.5 94 | 11.6 6     |       |       |         |         |       |
| Respons Analyse                   | 10–14 Oct 2024              | 1,000   | 4.7     | 8.3            | 3.5   | 20.7    | 5.3    | 6.3    | 3.5     | 25.7    | 19.2    | 1.4    | 1.4     | 5.0        | 42.5    | 56.1    | 13.6       |       |       |         |         |       |
| Opinion                           | 1–7 Oct 2024                | 1,000   | 5.6     | 10.6           | 2.8   | 18.0    | 4.9    | 5.5    | 4.3     | 23.1    | 22.5    | [ 68 ] | 2.7     | 0.6        | 41.9    | 55.4    | 13.5       |       |       |         |         |       |
| Verian                            | 30 Sep – 4 Oct 2024         | 1,000   | 5.8     | 8.7            | 3.7   | 22.2    | 5.7    | 4.6    | 3.1     | 24.5    | 17.9    | 0.5    | 3.3     | 2.3        | 46.1    | 50.6    | 4.5        |       |       |         |         |       |
| InFact                            | 3 Oct 2024                  | 1,051   | 6.4     | 6.7            | 3.7   | 20.2    | 6.9    | 5.0    | 3.6     | 20.1    | 23.3    | 2.1    | 1.9     | 3.1        | 43.9    | 54.1    | 10.2       |       |       |         |         |       |
| Norfakta                          | 1–2 Oct 2024                | 1,001   | 5.3     | 10.2           | 3.7   | 20.3    | 6.9    | 5.4    | 2.5     | 24.0    | 16.6    | 1.6    | 3.5     | 3.6        | 46.4    | 50.1    | 3.7        |       |       |         |         |       |
| Opinion                           | 23–30 Sep 2024              | 1,000   | 7.0     | 8.1            | 3.5   | 18.5    | 5.9    | 6.0    | 3.6     | 23.6    | 20.3    | 1.6    | 1.9     | 3.3        | 43.0    | 55.1    | 12.1       |       |       |         |         |       |
| Norstat                           | 17–21 Sep 2024              | 993     | 5.0     | 8.4            | 4.0   | 20.2    | 5.1    | 4.8    | 2.5     | 25.5    | 19.5    | [ 68 ] | 4.9     | 5.3        | 42.7    | 52.3    | 9.6        |       |       |         |         |       |
| Respons Analyse                   | 4–9 Sep 2024                | 1,000   | 5.1     | 10.6           | 2.6   | 21.9    | 5.0    | 5.0    | 2.9     | 23.6    | 19.8    | 1.7    | 1.8     | 1.7        | 45.2    | 53.0    | 7.8        |       |       |         |         |       |
| Opinion                           | 3–9 Sep 2024                | 1,000   | 5.8     | 8.6            | 2.6   | 20.2    | 6.0    | 5.6    | 2.0     | 23.7    | 20.2    | 2.8    | 2.4     | 3.5        | 43.2    | 54.3    | 11.1       |       |       |         |         |       |
| Norfakta                          | 3–4 Sep 2024                | 1,000   | 5.4     | 9.5            | 3.2   | 20.8    | 7.5    | 4.8    | 3.4     | 25.1    | 17.2    | 0.9    | 2.2     | 4.3        | 46.4    | 51.4    | 6.0        |       |       |         |         |       |
| InFact                            | 3–4 Sep 2024                | 1,168   | 5.5     | 8.2            | 3.9   | 21.4    | 6.1    | 4.2    | 3.7     | 21.0    | 21.9    | 2.3    | 4.1     | 0.5        | 45.1    | 53.1    | 8.0        |       |       |         |         |       |
| Opinion                           | 27 Ago – 2 Sep 2024         | 1,000   | 6.7     | 8.8            | 3.2   | 21.1    | 5.9    | 5.6    | 2.5     | 25.4    | 16.8    | 1.2    | 2.5     | 4.3        | 45.7    | 51.5    | 5.8        |       |       |         |         |       |
| Pollofpolls                       | 1–31 Ago 2024               | –       | 5.7 10  | 9.1 17         | 3.6 2 | 20.7 41 | 6.2 11 | 5.2 9  | 3.9 3   | 25.2 46 | 16.4 30 | [ 68 ] | 4.2 0   | 4.5 5      | 45.3 81 | 50.8 88 | 5.5 7      |       |       |         |         |       |
| Norfakta                          | 17 Ago 2024                 | –       | 6.0     | 10.0           | –     | 20.0    | 6.0    | 4.0    | 4.0     | 27.0    | 15.0    | –      | –       | 7.0        | 36.0    | 50.0    | 14.0       |       |       |         |         |       |
| Pollofpolls                       | 1–31 Jul 2024               | –       | 5.4 10  | 9.5 17         | 3.7 3 | 21.1 41 | 4.7 8  | 5.6 10 | 3.9 3   | 24.9 44 | 16.5 33 | [ 68 ] | 4.7 0   | 3.8 3      | 44.5 79 | 51.0 90 | 6.5 11     |       |       |         |         |       |
| InFact                            | 4 Jul 2024                  | 1064    | 5.4     | 8.4            | 3.7   | 20.4    | 5.1    | 5.9    | 4.2     | 22.4    | 20.7    | 1.7    | 2.1     | 1.7        | 43.0    | 53.2    | 10.2       |       |       |         |         |       |
| Norfakta                          | 2–4 Jul 2024                | 1002    | 6.0     | 9.0            | 3.7   | 20.6    | 4.6    | 4.9    | 4.1     | 27.4    | 13.0    | 1.2    | 5.5     | 6.8        | 43.9    | 49.4    | 5.5        |       |       |         |         |       |
| Pollofpolls                       | 1–30 Jun 2024               | –       | 6.6 12  | 9.7 17         | 3.4 2 | 19.7 36 | 6.3 11 | 5.9 11 | 3.5 2   | 24.2 43 | 17.2 35 | [ 68 ] | 3.5 0   | 4.5 7      | 45.7 78 | 50.9 91 | 5.2 13     |       |       |         |         |       |
| Verian                            | 24–28 Jun 2024              | 998     | 4.9     | 11.0           | 3.8   | 22.4    | 4.5    | 5.9    | 3.5     | 24.8    | 15.7    | 1.5    | 2.0     | 2.4        | 46.6    | 49.9    | 3.3        |       |       |         |         |       |
| Norstat                           | 11–15 Jun 2024              | 993     | 6.1     | 8.6            | 4.7   | 22.0    | 4.5    | 6.5    | 2.8     | 25.0    | 16.8    | –      | 3.0     | 3.0        | 45.9    | 51.0    | 5.1        |       |       |         |         |       |
| Respons Analyse                   | 5–10 Jun 2024               | 1,000   | 5.5     | 8.5            | 3.0   | 19.9    | 7.6    | 5.9    | 3.7     | 26.2    | 17.5    | 0.6    | 1.6     | 6.3        | 44.5    | 53.3    | 8.8        |       |       |         |         |       |
| Opinion                           | 4–10 Jun 2024               | 1,000   | 5.1     | 10.8           | 3.6   | 19.9    | 7.2    | 6.5    | 3.3     | 19.8    | 19.3    | [ 68 ] | 3.6     | 0.1        | 46.6    | 48.9    | 2.3        |       |       |         |         |       |
| Norfakta                          | 4–5 Jun 2024                | 1,002   | 8.0     | 9.9            | 3.4   | 18.9    | 7.5    | 5.8    | 3.5     | 23.4    | 15.7    | 1.4    | 2.5     | 4.5        | 47.6    | 48.4    | 0.8        |       |       |         |         |       |
| InFact                            | 4 Jun 2024                  | 1,096   | 6.0     | 8.8            | 3.0   | 18.9    | 5.7    | 5.8    | 3.9     | 25.4    | 17.8    | 2.5    | 2.2     | 6.5        | 42.4    | 52.0    | 9.6        |       |       |         |         |       |
| Pollofpolls                       | 1–31 de mayo de 2024        | –       | 5.0 8   | 9.3 16         | 3.7 2 | 19.9 40 | 6.1 10 | 5.9 10 | 4.1 7   | 25.2 44 | 17.1 32 | [ 68 ] | 3.8 0   | 5.3 4      | 44.1 76 | 52.4 93 | 8.3 17     |       |       |         |         |       |
| Verian                            | 27–31 de mayo de 2024       | 998     | 8.9     | 11.5           | 2.7   | 18.6    | 5.4    | 4.8    | 3.7     | 25.5    | 15.9    | 0.8    | 2.0     | 6.9        | 47.1    | 49.9    | 2.8        |       |       |         |         |       |
| Norstat                           | 21–25 de mayo de 2024       | –       | 3.8     | 9.6            | 3.3   | 20.3    | 6.6    | 6.4    | 4.2     | 23.4    | 17.3    | 1.0    | 4.2     | 3.1        | 43.6    | 51.3    | 7.7        |       |       |         |         |       |
| Norstat                           | 14–21 de mayo de 2024       | 992     | 5.7     | 9.3            | 3.8   | 19.6    | 5.2    | 6.5    | 4.8     | 23.6    | 18.5    | [ 68 ] | 3.1     | 4.0        | 43.6    | 53.4    | 9.6        |       |       |         |         |       |
| Norfakta                          | 7–8 de mayo de 2024         | 1,001   | 4.9     | 10.5           | 3.3   | 17.8    | 6.6    | 6.6    | 3.4     | 26.5    | 15.4    | 1.4    | 2.1     | 8.7        | 43.1    | 51.9    | 8.8        |       |       |         |         |       |
| Respons Analyse                   | 2–7 de mayo de 2024         | 1,000   | 5.8     | 8.7            | 3.6   | 20.3    | 7.5    | 5.3    | 4.0     | 25.9    | 15.1    | 1.6    | 2.2     | 5.6        | 45.9    | 50.3    | 4.4        |       |       |         |         |       |
| Opinion                           | 30 Abr – 6 de mayo de 2024  | 1,000   | 4.6     | 9.7            | 3.5   | 17.3    | 5.9    | 5.8    | 4.4     | 28.0    | 17.8    | 1.5    | 1.5     | 10.2       | 40.9    | 56.0    | 15.1       |       |       |         |         |       |
| Verian                            | 29 Abr – 6 de mayo de 2024  | 1,049   | 5.0     | 10.2           | 3.1   | 21.3    | 5.2    | 6.8    | 3.8     | 24.9    | 16.5    | 2.3    | 1.0     | 3.6        | 44.8    | 52.0    | 7.2        |       |       |         |         |       |
| InFact                            | 2 de mayo de 2024           | 1,070   | 5.1     | 8.9            | 4.4   | 20.0    | 6.1    | 4.4    | 4.4     | 23.5    | 18.8    | 2.6    | 2.0     | 3.5        | 44.5    | 51.0    | 6.5        |       |       |         |         |       |
| Pollofpolls                       | 1–30 Abr 2024               | –       | 5.5 10  | 10.0 18        | 3.6 2 | 19.5 39 | 6.2 11 | 5.5 10 | 3.8 3   | 26.4 48 | 15.2 28 | [ 68 ] | 4.2 0   | 5.9 9      | 44,8 80 | 51.0 89 | 6.2 9      |       |       |         |         |       |
| Opinion                           | 23–29 Abr 2024              | 1,000   | 5.0     | 7.7            | 4.2   | 22.6    | 5.6    | 5.5    | 3.5     | 25.4    | 17.0    | 2.1    | 1.5     | 2.8        | 45.1    | 51.4    | 6.3        |       |       |         |         |       |
| Pollofpolls                       | 1–31 Mar 2024               | –       | 5.8 10  | 9.9 17         | 4.0 7 | 18.2 35 | 6.5 12 | 5.9 10 | 3.8 3   | 26.5 49 | 14.8 26 | [ 68 ] | 4.6 0   | 8.3 14     | 44.5 81 | 51.1 88 | 6.6 7      |       |       |         |         |       |
| Respons Analyse                   | 6–11 Mar 2024               | 1,000   | 5.6     | 10.2           | 3.6   | 17.9    | 6.1    | 5.8    | 4.4     | 28.5    | 14.4    | 2.2    | 1.3     | 10.6       | 43.4    | 53.1    | 9.7        |       |       |         |         |       |
| Norstat                           | 5–9 Mar 2024                | 997     | 6.2     | 10.1           | 3.5   | 18.2    | 6.7    | 6.1    | 4.0     | 27.0    | 15.2    | 1.1    | 2.0     | 8.8        | 44.7    | 52.3    | 7.6        |       |       |         |         |       |
| Pollofpolls                       | 1–28 Feb 2024               | –       | 5.2 9   | 9.9 18         | 3.6 3 | 19.0 37 | 6.2 11 | 5.8 10 | 4.0 7   | 27.7 49 | 13.8 25 | [ 68 ] | 4.6 0   | 8.7 12     | 44.0 78 | 51.0 91 | 7.0 13     |       |       |         |         |       |
| Opinion                           | 6–12 Feb 2024               | 1,000   | 5.2     | 10.0           | 3.7   | 17.8    | 7.7    | 5.8    | 4.2     | 29.5    | 13.6    | 1.3    | 1.2     | 11.7       | 44.4    | 53.1    | 8.7        |       |       |         |         |       |
| Norstat                           | 6–11 Feb 2024               | 1,000   | 5.3     | 9.5            | 3.6   | 17.8    | 6.8    | 6.6    | 3.7     | 26.5    | 14.3    | 2.6    | 3.3     | 8.7        | 43.0    | 51.0    | 8.0        |       |       |         |         |       |
| Pollofpolls                       | 1–31 Ene 2024               | –       | 5.2 10  | 10.6 20        | 3.4 2 | 19.3 37 | 6.8 13 | 5.9 11 | 4.0 3   | 25.8 48 | 13.1 25 | [ 68 ] | 6.0 0   | 6.5 11     | 45.4 82 | 48.9 87 | 6.5 5      |       |       |         |         |       |
| Norfakta                          | 3–4 Ene 2024                | 1,003   | 4.3     | 10.6           | 3.5   | 19.0    | 6.6    | 5.9    | 4.1     | 25.2    | 14.2    | 3.4    | 3.2     | 6.2        | 44.0    | 49.4    | 5.4        |       |       |         |         |       |
| InFact                            | 3 Ene 2024                  | 1,087   | 5.6     | 9.1            | 3.6   | 18.5    | 7.8    | 5.3    | 4.6     | 23.5    | 14.5    | 6.1    | 1.5     | 5.0        | 44.5    | 47.9    | 3.4        |       |       |         |         |       |
| Pollofpolls                       | 1–31 Dic 2023               | –       | 5.4 10  | 10.9 21        | 3.6 2 | 18.9 36 | 6.8 13 | 5.4 10 | 3.8 3   | 25.6 49 | 13.4 25 | [ 68 ] | 6.3 0   | 6.7 13     | 45.7 82 | 48.3 87 | 2.6 5      |       |       |         |         |       |
| Norstat                           | 4–8 Dic 2023                | 987     | 6.0     | 12.0           | 4.8   | 17.9    | 6.5    | 5.5    | 3.7     | 27.3    | 12.2    | 2.9    | 1.2     | 9.4        | 43.1    | 48.7    | 5.6        |       |       |         |         |       |
| Norfakta                          | 5–6 Dic 2023                | 1,005   | 5.4     | 10.8           | 3.7   | 17.7    | 5.5    | 5.9    | 3.8     | 25.0    | 16.0    | 3.4    | 2.8     | 7.3        | 43.1    | 50.7    | 7.6        |       |       |         |         |       |
| Pollofpolls                       | 1–30 Nov 2023               | –       | 5.2 9   | 9.9 16         | 4.1 7 | 19.3 39 | 5.7 9  | 6.2 10 | 4.1 7   | 26.3 48 | 13.0 24 | [ 68 ] | 6.5 0   | 7.0 9      | 44.5 80 | 49.7 89 | 5.2 9      |       |       |         |         |       |
| Opinion                           | 28 Nov – 4 Dic 2023         | 1,000   | 4.9     | 9.9            | 3.3   | 19.9    | 7.4    | 6.1    | 3.8     | 23.9    | 14.2    | 3.5    | 3.2     | 4.0        | 45.4    | 48.0    | 2.6        |       |       |         |         |       |
| Norstat                           | 27 Nov – 2 Dic 2023         | 1,000   | 4.8     | 11.4           | 3.9   | 18.6    | 6.1    | 4.0    | 4.7     | 26.3    | 13.6    | 4.1    | 2.5     | 7.7        | 44.8    | 48.6    | 3.8        |       |       |         |         |       |
| Norstat                           | 5 Sep 2023                  | –       | 5.7     | 9.3            | 4.4   | 18.4    | 5.5    | 5.0    | 3.2     | 29.1    | 14.1    | 1.9    | 3.4     | 10.7       | 43.3    | 51.4    | 8.1        |       |       |         |         |       |
| Verian                            | 23–28 Ago 2023              | 1,300   | 5.5     | 8.4            | 4.0   | 18.1    | 5.4    | 5.1    | 3.6     | 29.9    | 12.4    | 4.0    | 3.6     | 11.8       | 41.4    | 50.9    | 9.5        |       |       |         |         |       |
| Norfakta                          | 4–5 Jul 2023                | 1,004   | 5.8     | 8.0            | 2.8   | 18.5    | 6.5    | 5.7    | 3.1     | 30.5    | 13.8    | 3.0    | 2.4     | 12.0       | 41.6    | 53.0    | 11.4       |       |       |         |         |       |
| Norstat                           | 12–17 Jun 2023              | 987     | 5.1     | 7.6            | 3.6   | 20.1    | 6.7    | 4.7    | 3.9     | 30.9    | 11.5    | 3.2    | 2.7     | 10.8       | 43.1    | 51.0    | 7.9        |       |       |         |         |       |
| Norstat                           | 15–19 de mayo de 2023       | 1,000   | 5.3     | 9.1            | 3.8   | 18.4    | 5.2    | 4.7    | 3.4     | 34.1    | 11.9    | 1.6    | 2.4     | 15.7       | 41.8    | 54.1    | 12.3       |       |       |         |         |       |
| Respons Analyse                   | 3–8 de mayo de 2023         | 1,000   | 6.3     | 7.6            | 3.1   | 19.5    | 6.5    | 4.7    | 3.9     | 31.8    | 14.2    | [ 68 ] | 2.4     | 12.3       | 43.0    | 54.5    | 11.5       |       |       |         |         |       |
| Opinion                           | 3–4 Abr 2023                | 1,000   | 6.6     | 6.8            | 3.6   | 16.9    | 5.8    | 4.6    | 3.9     | 32.2    | 14.8    | [ 68 ] | 4.8     | 15.3       | 39.6    | 55.5    | 15.9       |       |       |         |         |       |
| Kantar                            | 27–31 Mar 2023              | 977     | 6.4     | 9.9            | 4.0   | 18.0    | 5.6    | 4.3    | 3.1     | 30.6    | 12.6    | 1.5    | 4.1     | 12.6       | 43.9    | 50.6    | 6.7        |       |       |         |         |       |
| Opinion                           | 21–27 Feb 2023              | 1,053   | 6.9     | 9.2            | 3.4   | 16.0    | 6.0    | 3.9    | 3.4     | 32.5    | 13.6    | 2.1    | 2.9     | 16.5       | 41.5    | 53.4    | 11.9       |       |       |         |         |       |
| Respons Analyse                   | 8–13 Feb 2023               | 1,000   | 6.3     | 9.5            | 2.3   | 18.6    | 5.3    | 4.8    | 3.5     | 32.4    | 12.8    | [ 68 ] | 4.5     | 13.8       | 42.0    | 53.5    | 11.0       |       |       |         |         |       |
| Norfakta                          | 3–4 Ene 2023                | 1,006   | 6.5     | 9.4            | 4.2   | 19.1    | 4.5    | 4.0    | 3.9     | 31.3    | 12.5    | 1.5    | 3.0     | 12.2       | 43.7    | 51.7    | 8.0        |       |       |         |         |       |
| Norstat                           | 27 Dic 2022 – 2 Ene 2023    | 955     | 5.4     | 8.4            | 4.0   | 19.4    | 5.9    | 5.1    | 2.6     | 30.9    | 11.9    | 1.2    | 5.0     | 11.5       | 43.1    | 50.4    | 7.3        |       |       |         |         |       |
| Norstat                           | 13–17 Dic 2022              | 947     | 7.7     | 8.8            | 4.1   | 14.6    | 3.8    | 4.2    | 3.1     | 35.6    | 14.2    | [ 68 ] | 3.9     | 21.0       | 39.0    | 57.1    | 18.1       |       |       |         |         |       |
| Ipsos                             | 12–14 Dic 2022              | 889     | 6.3     | 9.6            | 4.1   | 19.9    | 6.2    | 4.6    | 3.4     | 29.1    | 11.8    | [ 68 ] | 5.0     | 14.6       | 46.1    | 48.9    | 2.8        |       |       |         |         |       |
| Respons Analyse                   | 7–12 Dic 2022               | 1001    | 7.2     | 9.3            | 2.6   | 18.2    | 4.5    | 3.6    | 3.7     | 32.8    | 13.4    | [ 68 ] | 4.7     | 14.6       | 41.8    | 53.4    | 11.6       |       |       |         |         |       |
| Sentio                            | 6–10 Dic 2022               | 1000    | 7.5     | 9.3            | 4.1   | 17.7    | 5.9    | 4.6    | 2.8     | 32.8    | 10.2    | [ 68 ] | 5.1     | 15.1       | 44.4    | 50.3    | 5.9        |       |       |         |         |       |
| Norfakta                          | 6–7 Dic 2022                | 1007    | 7.2     | 9.5            | 3.6   | 16.3    | 7.1    | 4.5    | 3.3     | 32.8    | 11.6    | [ 68 ] | 4.1     | 16.5       | 43.7    | 52.1    | 8.4        |       |       |         |         |       |
| Opinion                           | 29 Nov – 5 Dic 2022         | 967     | 6.7     | 9.5            | 3.2   | 18.1    | 5.4    | 5.8    | 3.4     | 32.7    | 12.2    | [ 68 ] | 2.9     | 14.6       | 42.9    | 54.1    | 11.2       |       |       |         |         |       |
| Kantar                            | 28 Nov – 2 Dic 2022         | 980     | 7.4     | 8.9            | 4.1   | 19.8    | 5.1    | 5.6    | 2.9     | 30.9    | 10.6    | [ 68 ] | 4.8     | 11.1       | 45.3    | 50.0    | 4.7        |       |       |         |         |       |
| Norstat                           | 22–27 Nov 2022              | 947     | 7.3     | 8.6            | 3.9   | 17.1    | 5.9    | 4.6    | 3.4     | 30.1    | 12.8    | [ 68 ] | 6.1     | 13.0       | 42.8    | 50.9    | 8.1        |       |       |         |         |       |
| Norfakta                          | 1–2 Feb 2022                | –       | 8.4     | 8.5            | 2.6   | 23.4    | 7.2    | 5.0    | 3.7     | 25.8    | 12.2    | [ 68 ] | 3.3     | 2.4        | 50.1    | 46.7    | 4.4        |       |       |         |         |       |
| Norstat                           | 25–31 Ene 2022              | –       | 8.3     | 10.4           | 3.3   | 20.0    | 8.7    | 3.8    | 3.6     | 26.2    | 12.2    | [ 68 ] | 3.5     | 6.2        | 50.7    | 45.8    | 4.9        |       |       |         |         |       |
| Kantar                            | 25–31 Ene 2022              | –       | 8.4     | 9.7            | 3.0   | 21.2    | 9.0    | 4.8    | 3.3     | 25.4    | 11.4    | [ 68 ] | 3.8     | 4.2        | 51.3    | 44.9    | 6.4        |       |       |         |         |       |
| Ipsos                             | 24–26 Ene 2022              | –       | 6.1     | 9.9            | 4.2   | 22.4    | 10.2   | 3.4    | 3.3     | 24.3    | 12.6    | [ 68 ] | 3.6     | 1.9        | 52.8    | 43.6    | 9.2        |       |       |         |         |       |
| Norstat                           | 18–24 Ene 2022              | 969     | 9.5     | 8.5            | 3.5   | 20.8    | 8.8    | 3.7    | 3.1     | 27.1    | 11.2    | [ 68 ] | 3.8     | 6.3        | 51.0    | 45.1    | 5.9        |       |       |         |         |       |
| Sentio                            | 10–15 Ene 2022              | 1,000   | 5.8     | 9.2            | 3.8   | 22.3    | 9.3    | 4.1    | 5.0     | 25.6    | 12.0    | [ 68 ] | 3.0     | 3.3        | 50.4    | 46.7    | 3.7        |       |       |         |         |       |
| Respons Analyse                   | 5–10 Ene 2022               | 1,000   | 6.6     | 9.4            | 4.3   | 23.5    | 9.8    | 4.4    | 2.7     | 25.6    | 10.6    | [ 68 ] | 3.1     | 2.1        | 53.5    | 43.3    | 10.2       |       |       |         |         |       |
| Opinion                           | 4–9 Ene 2022                | 970     | 7.8     | 9.7            | 4.8   | 18.9    | 9.4    | 4.2    | 2.8     | 26.6    | 12.8    | [ 68 ] | 2.9     | 7.7        | 50.6    | 46.4    | 4.2        |       |       |         |         |       |
| Kantar                            | 3–7 Ene 2022                | 972     | 6.2     | 9.1            | 4.6   | 21.7    | 10.7   | 5.1    | 2.9     | 23.7    | 11.4    | [ 68 ] | 4.8     | 2.0        | 52.3    | 43.1    | 9.2        |       |       |         |         |       |
| Norfakta                          | 4–5 Ene 2022                | 1,001   | 7.1     | 8.4            | 3.6   | 24.3    | 9.9    | 4.4    | 3.7     | 24.9    | 10.9    | [ 68 ] | 2.9     | 0.6        | 53.3    | 43.9    | 9.4        |       |       |         |         |       |
| Norstat                           | 27 Dic 2021 – 3 Ene 2022    | 943     | 6.2     | 9.4            | 3.3   | 21.1    | 9.8    | 4.9    | 3.2     | 24.7    | 13.9    | [ 68 ] | 3.6     | 3.6        | 49.8    | 46.6    | 3.2        |       |       |         |         |       |
| Norfakta                          | 7–8 Dic 2021                | 1,002   | 5.1     | 9.6            | 3.6   | 21.7    | 12.3   | 5.1    | 3.5     | 24.8    | 11.1    | [ 68 ] | 3.2     | 3.1        | 52.3    | 44.5    | 7.8        |       |       |         |         |       |
| Kantar                            | 7 Dic 2021                  | –       | 4.9     | 9.8            | 3.3   | 23.4    | 10.7   | 5.1    | 3.4     | 24.6    | 10.0    | [ 68 ] | 4.8     | 1.2        | 52.0    | 43.1    | 8.9        |       |       |         |         |       |
| Norstat                           | 23–27 Nov 2021              | 988     | 5.0     | 10.3           | 3.7   | 25.0    | 12.4   | 3.5    | 2.6     | 22.1    | 12.0    | [ 68 ] | 3.3     | 2.9        | 56.4    | 40.2    | 16.2       |       |       |         |         |       |
| Ipsos                             | 22–24 Nov 2021              | 941     | 5.4     | 9.3            | 4.2   | 24.0    | 13.4   | 4.5    | 2.5     | 22.3    | 11.3    | [ 68 ] | 3.1     | 2.7        | 56.3    | 40.6    | 15.7       |       |       |         |         |       |
| Norstat                           | 16–22 Nov 2021              | 964     | 6.5     | 9.9            | 3.4   | 24.3    | 11.6   | 4.4    | 3.4     | 20.5    | 13.0    | [ 68 ] | 3.1     | 3.8        | 55.6    | 41.3    | 14.3       |       |       |         |         |       |
| Sentio                            | 9–14 Nov 2021               | 1,000   | 5.1     | 8.5            | 4.1   | 27.3    | 11.4   | 5.0    | 3.9     | 20.7    | 11.1    | [ 68 ] | 2.9     | 6.6        | 56.4    | 40.7    | 15.7       |       |       |         |         |       |
| Respons Analyse                   | 10–15 Nov 2021              | 1,001   | 4.8     | 8.5            | 4.1   | 25.5    | 13.1   | 5.2    | 2.8     | 21.7    | 11.0    | [ 68 ] | 3.3     | 3.8        | 56.0    | 40.7    | 15.3       |       |       |         |         |       |
| Opinion                           | 2–8 Nov 2021                | 962     | 5.3     | 8.8            | 3.0   | 26.0    | 13.3   | 4.8    | 3.6     | 20.9    | 12.0    | [ 68 ] | 2.2     | 5.1        | 56.4    | 41.3    | 15.1       |       |       |         |         |       |
| Norfakta                          | 2–3 Nov 2021                | –       | 4.6     | 8.2            | 4.1   | 27.9    | 12.7   | 4.7    | 3.3     | 21.7    | 10.0    | [ 68 ] | 2.8     | 6.5        | 57.5    | 39.7    | 17.8       |       |       |         |         |       |
| Kantar                            | 2 Nov 2021                  | –       | 5.3     | 8.6            | 3.7   | 26.8    | 12.0   | 4.3    | 3.2     | 21.4    | 11.5    | [ 68 ] | 3.2     | 5.4        | 56.4    | 40.4    | 16.0       |       |       |         |         |       |
| Ipsos                             | 31 Oct 2021                 | –       | 4.9     | 8.3            | 3.4   | 25.7    | 15.0   | 4.1    | 4.0     | 20.7    | 9.8     | [ 68 ] | 4.0     | 5.0        | 57.3    | 38.5    | 18.8       |       |       |         |         |       |
| Norstat                           | 26–31 Oct 2021              | 954     | 5.9     | 8.2            | 4.2   | 26.8    | 14.0   | 4.4    | 3.0     | 21.2    | 9.8     | [ 68 ] | 2.5     | 5.6        | 59.1    | 38.4    | 20.7       |       |       |         |         |       |
| Norstat                           | 19–24 Oct 2021              | 953     | 4.7     | 8.9            | 3.2   | 28.0    | 13.2   | 4.7    | 3.1     | 21.1    | 11.0    | [ 68 ] | 2.2     | 6.9        | 58.0    | 39.9    | 18.1       |       |       |         |         |       |
| Sentio                            | 11–19 Oct 2021              | 1,000   | 4.8     | 8.6            | 3.9   | 27.4    | 12.8   | 4.6    | 2.7     | 21.0    | 11.0    | [ 68 ] | 3.2     | 6.4        | 57.5    | 39.3    | 18.2       |       |       |         |         |       |
| Respons Analyse                   | 13–18 Oct 2021              | 1,001   | 4.8     | 9.3            | 3.7   | 26.7    | 12.4   | 5.4    | 3.4     | 21.2    | 10.3    | [ 68 ] | 2.8     | 5.5        | 56.9    | 40.3    | 16.6       |       |       |         |         |       |
| Opinion                           | 5–11 Oct 2021               | 977     | 5.3     | 8.5            | 3.8   | 25.8    | 13.1   | 4.7    | 3.8     | 21.5    | 11.0    | [ 68 ] | 2.6     | 4.3        | 56.5    | 41.0    | 15.5       |       |       |         |         |       |
| Norfakta                          | 5–6 Oct 2021                | 1,003   | 4.7     | 8.9            | 3.5   | 26.0    | 13.7   | 4.3    | 4.1     | 20.6    | 11.6    | [ 68 ] | 2.6     | 5.4        | 56.8    | 40.6    | 16.2       |       |       |         |         |       |
| Norstat                           | 28 Sep – 3 Oct 2021         | 1,000   | 4.9     | 9.0            | 3.7   | 25.6    | 13.1   | 4.5    | 3.4     | 20.5    | 12.0    | [ 68 ] | 3.4     | 5.1        | 56.3    | 40.4    | 15.9       |       |       |         |         |       |
| Kantar                            | 27 Sep – 1 Oct 2021         | 978     | 5.4     | 8.3            | 4.2   | 27.9    | 13.2   | 4.3    | 3.2     | 18.9    | 11.7    | [ 68 ] | 2.9     | 9.0        | 59.0    | 38.0    | 21.0       |       |       |         |         |       |
| Norstat                           | 21 –25 Sep 2021             | 959     | 4.0     | 8.7            | 4.4   | 27.3    | 12.8   | 4.3    | 3.5     | 20.8    | 11.2    | [ 68 ] | 3.2     | 6.5        | 57.2    | 39.8    | 17.4       |       |       |         |         |       |
| Sentio                            | 14 –21 Sep 2021             | 1,000   | 5.4     | 7.5            | 5.5   | 28.2    | 12.0   | 4.1    | 3.1     | 20.0    | 11.2    | [ 68 ] | 2.9     | 8.2        | 58.6    | 38.4    | 20.2       |       |       |         |         |       |
| Elecciones parlamentarias de 2021 | 13 Sep 2021                 | –       | 4.7     | 7.6            | 3.9   | 26.3    | 13.5   | 4.6    | 3.8     | 20.4    | 11.6    | [ 68 ] | 3.6     | 5.9        | 56.0    | 40.4    | 15.6       |       |       |         |         |       |